# Iarske, Milove
Iarske (în ucraineană Ярське) este un sat în comuna Velîkoțk din raionul Milove, regiunea Luhansk, Ucraina.

## Demografie
Componența lingvistică a localității Iarske
     Ucraineană (94,37%)
Conform recensământului din 2001, majoritatea populației localității Iarske era vorbitoare de ucraineană (94,37%), existând în minoritate și vorbitori de armeană (5,63%).